# Chitonanthus
Chitonanthus is een geslacht van zeeanemonen uit de klasse van de Anthozoa (bloemdieren).

## Soort
- Chitonanthus indutus Gravier, 1918